# Pobieda (oblast de Donetsk)
Pour les articles homonymes, voir Pobieda.
Pobieda (ukrainien : Побєда /pɔ.ˈbɛ.dɐ/) ou Pobeda (russe : Победа /pɐ.ˈbʲe.də/ ; litt. « la victoire ») est un village de l'oblast de Donetsk, situé au sud de Marïnka.

## Histoire
Les forces russes revendiquent sa prise le 22 février 2024, dans le cadre de l'invasion de l'Ukraine par la Russie, mais il reste contesté.